# Nysted
Nysted ist eine Stadt an der Ostsee in Dänemark am südöstlichen Ende der Insel Lolland.  Die Stadt bildet eine eigene Kirchspielsgemeinde (dän.: Sogn) Nysted Sogn, die bis zur dänischen Kommunalreform von 1970 zur Harde Musse Herred im damaligen Maribo Amt gehörte, danach war die Stadt Verwaltungssitz der Nysted Kommune im Storstrøms Amt, die mit der nächsten dänischen Kommunalreform 2007 in der Guldborgsund Kommune in der Region Sjælland aufgegangen ist. Am 29. November 2020 wurde Nysted Sogn mit dem östlich benachbarten Vantore Sogn zum Nysted-Vantore Sogn vereinigt. Die Stadt hatte am 1. Januar 2025 1.229 Einwohner.
Nysted wurde im Mittelalter ganz nah an der Königsburg Aalholm und einem Franziskanerkloster als Hafen gegründet. Durch die Jahrhunderte war Nysted ein Zentrum für Handel und Verkehr, weil der Hafen der einzige Naturhafen auf der südlichen Küste Lollands war. Eine Eisenbahnverbindung wurde schon in den 1960er Jahren eingestellt.

## Geologie/Topographie
Während der letzten Eiszeit lag eine so schwere Eisschicht auf Skandinavien, dass sich das Land absenkte. Als das Eis geschmolzen war, wurde Lolland nur von einem wasserreichen Fluss von Mitteleuropa getrennt. Dieser Fluss wurde später zum Fehmarnbelt.
Gleichzeitig hatte das Eis eine Landschaft erd- und steinhaltiger Moränenablagerungen hinterlassen. Der größte Teil von Lolland und Falster wurde eine flache Ebene, an anderen Stellen entstanden Moränenlandschaften mit Hügeln und Schluchten. Unter der Moräne liegen dicke Kalkschichten, die in früheren Zeiträumen gebildet wurden, als Dänemark unter dem Meeresspiegel lag. Bei Nysted liegt die Kalkschicht nahe der Oberfläche.
Nysted liegt am südöstlichen Ende eines Systems von Hügeln und Seen, das sich von Nysted bis Maribo im Inneren Lollands und weiter bis nach Ravnsborg erstreckt. Die Ansammlung von kleinen Inseln an der Nordküste Lollands ist das andere Ende des Hügelsystems. In den Jahren nach dem Abschmelzen des Eises hob sich Skandinavien wieder, und die Gegend bei Nysted senkte sich. Das zeigt sich auch deutlich dadurch, dass man Steinzeitsiedlungen vor der Küste unter Wasser findet. Die Landschaft südlich von Nysted versank im Meer und hinterließ die Landschaft, die wir nun kennen.

## Geschichte

### Altertum

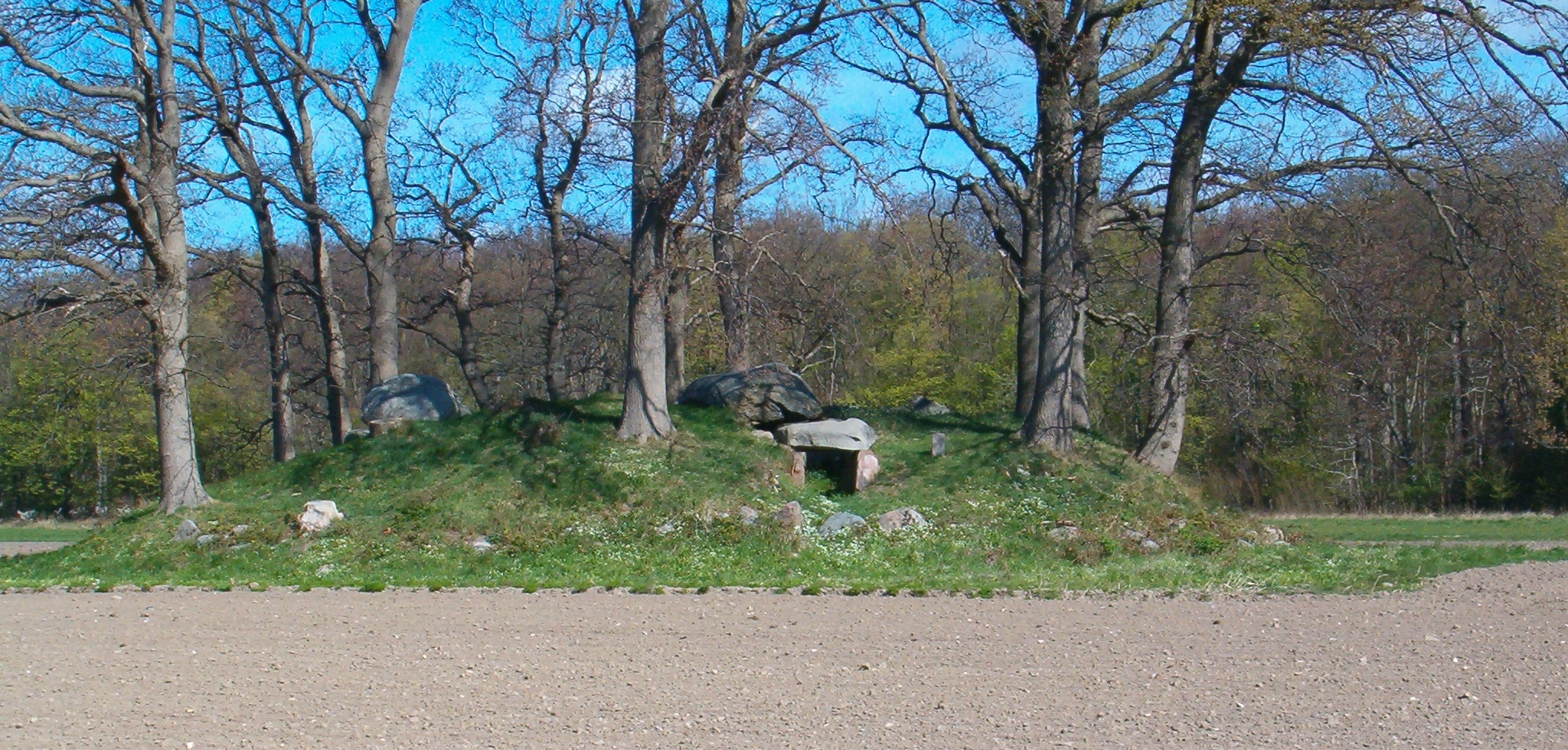
Der Store Guldhøj

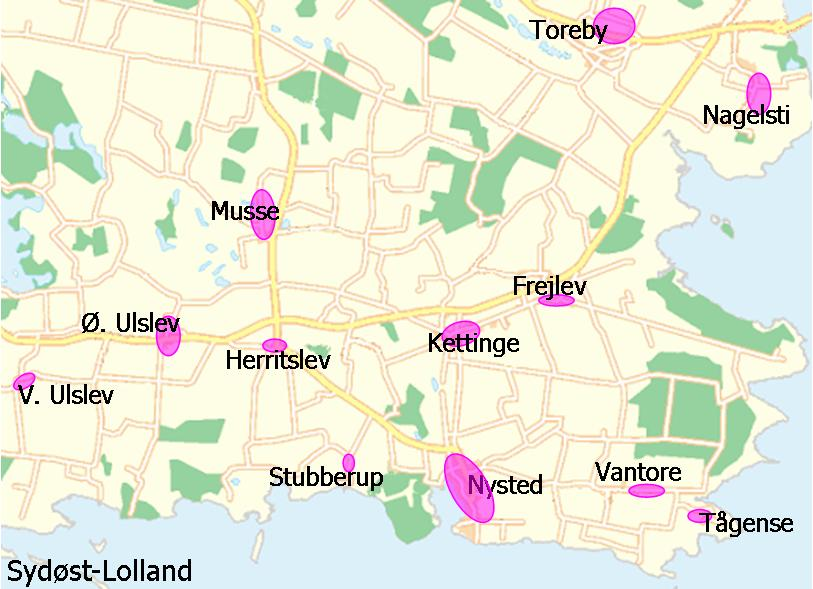
Die Umgebung von Nysted

Funde aus der Mittelsteinzeit sind hier eher selten, da sich die ersten Einwohner Dänemarks (Jäger, Fischer und Sammler) auf den sandigen Böden in Jütland ansiedelten. Die Funde im Raum Nysted sind einige tausend Jahre jünger, neolithisch und konzentrieren sich im Frejlev Skov (5 bis 6 km von Nysted entfernt am Guldborgsund). Dort gibt es 18 Megalithanlagen (Kong Grøns Høj) sowie etwas nördlicher zwei Hügel mit großen Randsteinen: Store und Lille Guldhøj daneben etwa 100 Grabhügel aus der Bronzezeit.
Der Bodden bei Nysted bildete zusammen mit einem Fahrwasser einen guten Schutz für die Schiffe des Altertums und des Mittelalters. Es gibt keinen anderen so sicheren Hafen an der südlichen Küste von Lolland oder Falster. Heute muss sich der Hafen von Nysted geschlagen geben, denn heutzutage sind die Schiffe so riesig, dass sie nie in den Hafen hinein kommen. Außerdem liegt vor der Küste eine Landzunge, die sich von Rødbyhavn bis Gedser streckt, und diese Landzunge erschwert den Wasserweg nach Nysted.

### Mittelalter
Aus der „Gesta Danorum“ von Saxo um das Jahr 1210 geschrieben wissen wir, dass die Einwohner auf Lolland und Falster nicht immer dem dänischen König gehorchten. Sie wohnten weit entfernt von den Machtzentren in Jelling in Jütland oder Roskilde auf Seeland und nah an den Wenden in Norddeutschland. Die Verbindung zwischen den Lolländern und den Wenden war vielleicht besser und herzlicher als die Verbindung zum dänischen König. Jedenfalls zeigt es sich, dass viele Ortsnamen auf Lolland wendischer Herkunft sind.
An mindestens drei verschiedenen Stellen auf Lolland-Falster wurden Wälle angelegt. Ein Wall war bei Virket auf Falster, ein zweiter Wall war bei den Seen bei Maribo und ein dritter lag bei Vesterborg im Westen Lollands. Sie sollten anscheinend die Bevölkerung vor Angriffen aus dem Norden (oder Süden?) beschützen.
Die ältesten Teile von Schloss Aalholm sind vom Anfang des 14. Jahrhunderts. König Christoph II. soll als Gefangener des Grafen Johann von Holstein im Schloss gelebt haben. Der König war tief verschuldet und musste deshalb das Schloss an den Grafen abgeben. Vermutlich wurde der König später freigegeben und verstarb einige Jahre später in Sakskøbing.
Spätestens um 1300 war Nysted das natürliche Mittelpunkt in der Gegend und das Zentrum im königlichen Lehen, später in der Gemeinde Nysted. Nysted ist von Moorgebieten umgrenzt, und diese Moorgebiete bilden eine natürliche Grenze nach Norden und Westen. Der Landverkehr war schwierig bis zum Zeitalter der Eisenbahn und später des Autos. Deshalb trug der Hafen zum Handel und Export/Import von Waren bei. Es gibt verschiedene Quellen, die den Handel mit Getreide und Vieh beschreiben. Importiert wurden Waren wie z. B. Bier, Wein, gewebte Stoffe und andere Waren, die nicht auf Lolland produziert wurden. Im Jahre 1409 bekam die Stadt Nysted ihre Stadtrechte von König Erik von Pommern.

#### Franziskanerkloster
Nysted ist zwar nicht besonders groß, aber die Stadt war so bedeutend, dass eine königliche Burg und ein Kloster des 1210 in Italien gegründeten Franziskanerordens angelegt wurden. Franziskanerklöster wurden damals bevorzugt in Städten von einer gewissen Größe und Bedeutung gegründet. Es ist deshalb wahrscheinlich, dass die Stadt früher als das Kloster da war.
Das Kloster wurde erstmals 1286 in historischen Quellen genannt. Es gehörte zur Ordensprovinz Dacia und bestand bis 1538 als eines der letzten Klöster nach der Reformation in Dänemark. Die letzten Reste des Konvents wurden um 1800 abgerissen.

### 1500–1900
In dieser Periode war Nysted immer noch so bedeutend wie viele andere dänische Städte. Damals waren die meisten Städte klein und den örtlichen Bedürfnissen angepasst. Nysted hatte immer noch einen großen Anteil an dem Import/Exportgeschäft. Die wichtigsten Handelspartner waren Norddeutschland, Norwegen und Schweden. Importiert wurden Waren wie Eisen, Wein, Spiritus, Hopfen, Kaffee, Tee, Baumwolle, Seide, Reis, Salz, Zucker und Holz. Exportiert wurde in erster Linie Vieh und Getreide.

#### Die Lateinschule
Bis 1740 lag eine Lateinschule in Nysted. Sie war ziemlich klein, und der einzige bekannte Schüler der Schule war Niels Hemmingsen (1513–1600). Er wurde in Herritslev westlich von Nysted geboren. Er studierte Theologie an der Universität Wittenberg als Schüler Philipp Melanchthons. Ab 1553 war Hemmingsen Professor der Theologie an der Universität Kopenhagen und eine bekannte Persönlichkeit im derzeitigen akademischen Milieu. Als die Lateinschule aufgelöst wurde, diente das Schulgebäude als „Schule des Christlichen Glaubens“. Später wurde eine neue Schule in Nysted aufgeführt, genau neben dem Rathaus.

#### Die Kriege gegen Großbritannien

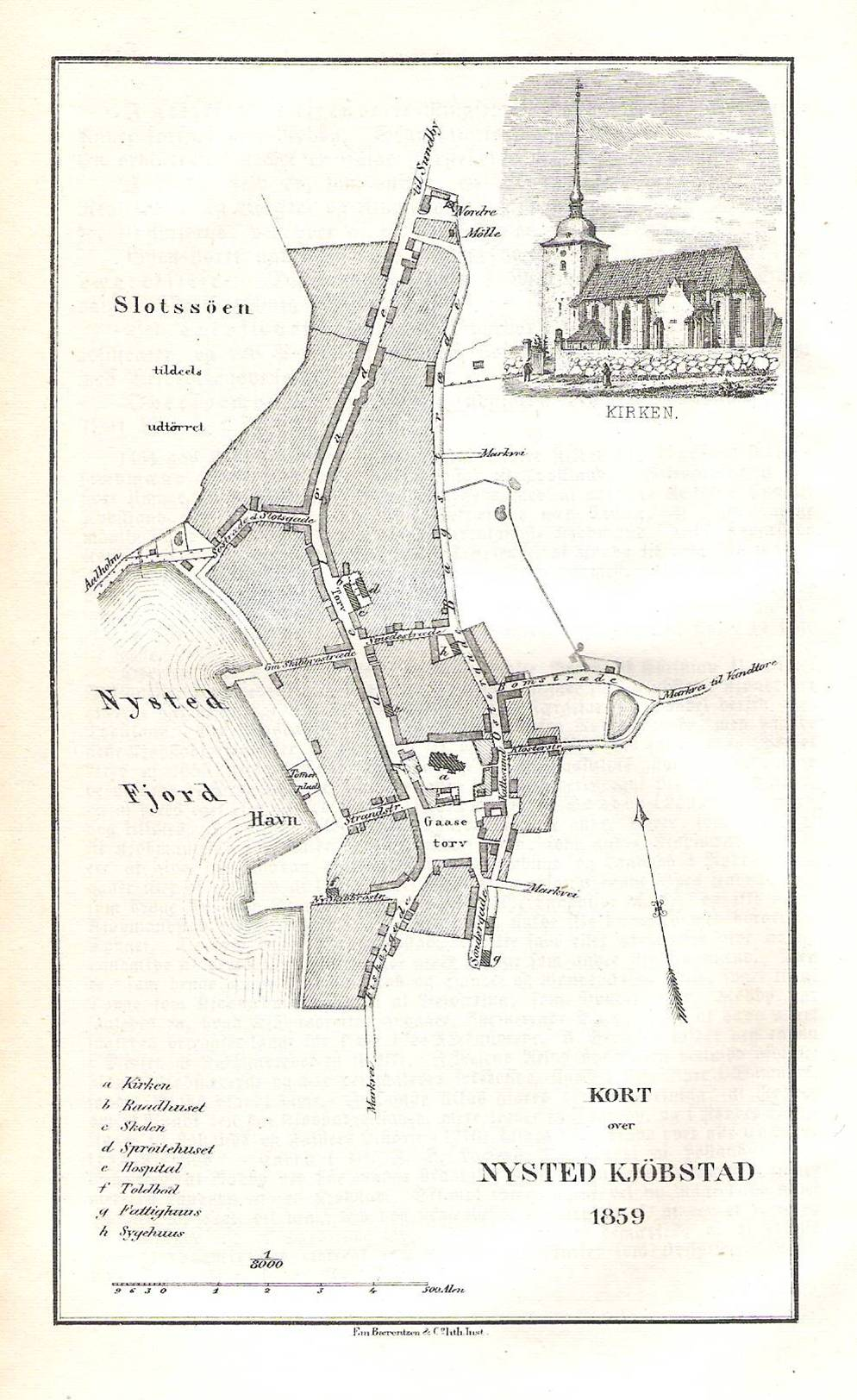
Nysted 1859

Obwohl der Hafen gut geschützt liegt, ist die Natur ein launischer Gegner. Während der Kriege gegen Napoleon war Dänemark 1811 im Krieg gegen Großbritannien. Im Oktober hatten die Briten eine Flotte von 120 Handelsschiffen in der Bucht bei Hanø im südlichen Schweden gesammelt. Sie sollten von acht Linienschiffen und einigen anderen Kriegsschiffen durch die inneren dänischen Gewässern eskortiert werden.
Die Briten hatten bittere Erfahrungen mit dänischen Freibeuterschiffen, die blitzschnell angriffen und die Schiffe ausbeuteten. Am 9. November begann die britische Flotte ihre Reise. Zwischen Falster und Rügen versanken 10 Frachtschiffe in einem Sturm. Am 15. November lag die britische Flotte bei Rødsand südlich von Nysted. Da verstärkte sich der Sturm wieder. Noch 2 Schiffe versanken, und andere 12 Schiffe strandeten und wurden dänische Kriegsbeute. Das britische Linienschiff „St. George“ ging auch auf Grund, aber sie kam wieder flott. Sie hatte zwar das Ruder und die Masten verloren, aber sie schleppte sich bis Thorsminde an der jütischen Westküste, wo sie zusammen mit einem zweiten Linienschiff „Defence“ an der Küste am 24. Dezember 1811 zersplitterte. Zwischen 1300 und 1400 Seeleute kamen ums Leben, nur 17 Seeleute konnten sich an Land retten. 2002 wurde das Ruder der „St. George“ bei Rødsand vor der Küste gefunden, als man den Windpark errichtete.
Während der Kriege gegen Großbritannien wurden zwei Schanzen angelegt. Die große Schanze liegt nah am Bodden und kann vom Hafen gesehen werden. Sie heißt immer noch „Skansen“. Die andere Schanze liegt am Anfang des Hafengeländes. Soviel man weiß, waren diese Bauwerke nie umkämpft, aber im Jahr 1864 während des Deutsch-Dänischen Krieges wurden die Schanzen kurzfristig wieder aktuell.

### Nysted und der Verkehr
Obwohl Lolland-Falster immer als ein Randgebiet angesehen wurde – und wird – hatte Nysted früher eine wichtige Funktion in Verbindung mit dem Verkehr nach Holstein, das bis 1864 zu Dänemark gehörte. 1797 untersuchte der dänische Generaladjutant Løvenørn, ob es sich lohnen könnte, eine Fährverbindung zwischen Nysted und Holstein anzulegen. Die Untersuchungen führten dazu, dass eine Fährverbindung 1804 etabliert wurde. 1807 wurde sie wegen des Krieges gegen England eingestellt und nie wieder aufgenommen. Die Fährverbindung war aber weiterhin im Gespräch und wurde 1962 mit der Vogelfluglinie wieder aufgenommen, nun aber zwischen Rødby und Puttgarden. Die Sandbank Rødsand war wieder einmal ein Hindernis.

### Das 20. Jahrhundert
Wenn man Landkarten aus den Jahren 1677 und 1763 mit den Beschreibungen im von Jens Peter Trap begründeten Standardwerk Statistisk-topografisk Beskrivelse af Kongeriget Danmark („Statistisch-topographische Beschreibung des Königreiches Dänemark“) um 1900 vergleicht, sieht man deutlich, dass Nysted seit dem Mittelalter kaum gewachsen ist. Erst um 1960 erweitert sich die Stadtfläche, und heutzutage ist Nysted etwa doppelt so groß wie im Mittelalter.
Nysteds Geschichte verläuft wie die von vielen anderen dänischen Städten, aber im 20. Jahrhundert ist die Entwicklung stehengeblieben. Die Schiffe wurden größer und kamen nicht mehr nach Nysted, die Hauptstraßen und die Eisenbahn gingen nach Nykøbing, und Nysted lag im Schatten. Die industrielle Entwicklung ging an Nysted vorbei.

## Wirtschaft
Die meisten Bürger leben von der Landwirtschaft oder vom Tourismus oder arbeiten in anderen Städten, wie zum Beispiel Nykøbing oder Maribo.
Nysted ist ein ruhiger Wohnort und ein beliebtes Ferienhausgebiet. Weitere Ferienhäuser sind schon geplant. 

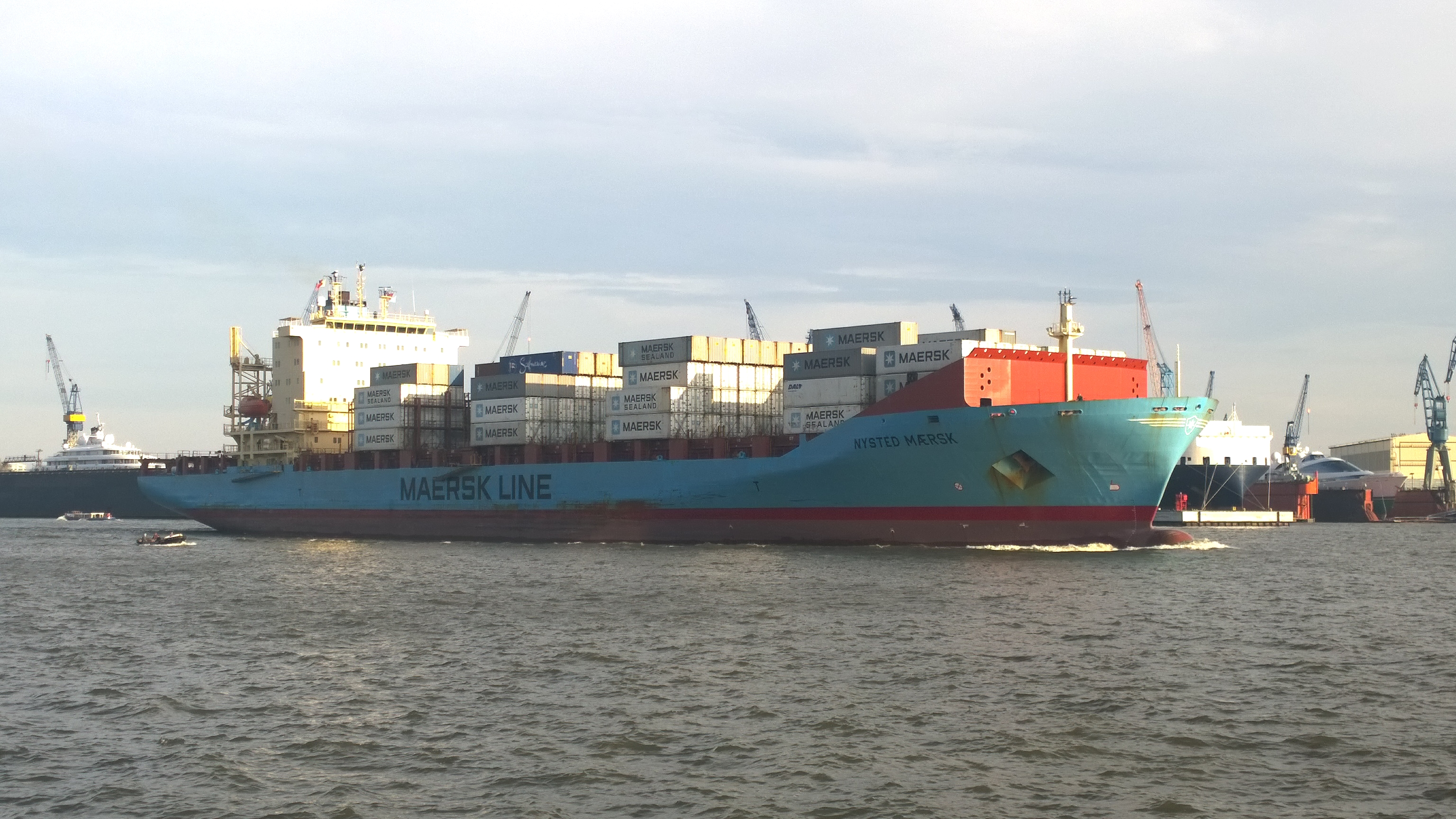
Die Nysted Maersk im März 2017

 Im Meer vor der Stadt stehen 162 (90 + 72) riesige Windräder des Nysted Havmøllepark, die umweltfreundlichen Strom erzeugen.

## Sonstiges
- Im Jahr 2001 wurde ein Containerschiff der dänischen Reederei Maersk auf den Namen: „Nysted Maersk“ getauft. Der Heimathafen des Schiffes ist Nysted.